# Леопард пошани
«Леопард пошани» (італ. Pardo d'onore) — приз, який вручається режисеру за видатний вклад в кіномистецтво на щорічному міжнародному кінофестивалі у Локарно, Швейцарія. Нагорода була заснована у 1989 році. Вона надається винахідливим і сміливим творцям авторського кіно. З 2009 року нагорода стала називатися італійською мовою у честь спонсора — Pardo d'onore Swisscom.

## Лауреати
- 1989 — Енніо Морріконе
- 1990 — Джан Марія Волонте
- 1991 — Жак Ріветт
- 1992 — Мануель де Олівейра
- 1993 — Семюел Фуллер
- 1994 — Кіра Муратова
- 1995 — Жан-Люк Годар
- 1996 — Вернер Шретер
- 1997 — Бернардо Бертолуччі
- 1998 — Фредді Бюаш та Джо Данте
- 1999 — Деніель Шмід
- 2000 — Пол Верховен та Паоло Вілладжіо
- 2001 — Інститут Санденса
- 2002 — Сідні Поллак
- 2003 — Кен Лоуч
- 2004 — Ерманно Олмі
- 2005 — Террі Гілліам, Аббас Кіаростамі та Вім Вендерс
- 2006 — Олександр Сокуров
- 2007 — Хоу Сяосянь
- 2008 — Амос Гітай
- 2009 — Вільям Фрідкін
- 2010 — Цзя Чжанке та Елейн Теннер
- 2011 — Абель Феррара
- 2012 — Леос Каракс
- 2013 — Вернер Герцоґ
- 2014 — Аньєс Варда
- 2015 — Марко Беллоккьо[1]